# كأس تونس 1981–82
كأس تونس لكرة القدم 1981-1982 هو الموسم رقم 26 منذ الاستقلال وال51 منذ إنشائه من كأس تونس لكرة القدم.

فاز بهذا الموسم النادي الرياضي البنزرتي، وجاء ثانيا النادي الإفريقي.

## روابط خارجية
- الموقع الرسمي للجامعة التونسية لكرة القدم.